# ميرفيل بوكادي
ميرفيل بوب بوكادي (بالفرنسية: Merveille Bope Bokadi)‏ هو لاعب كرة قدم كونغولي ديمقراطي في مركز الدفاع ولد في يوم 21 مايو 1996 في مدينة كينشاسا عاصمة الكونغو الديمقراطية. يلعب حالياً مع نادي ستاندر دي لييج وسبق له اللعب مع نادي مازمبي. في سنة 2016 بدأ باللعب مع منتخب الكونغو الديمقراطية لكرة القدم. ويبلغ طوله 186 سم.

## روابط خارجية
- ميرفيل بوكادي على موقع الاتحاد الدولي (مؤرشف)  (الإنجليزية)
- ميرفيل بوكادي على موقع قاعدة بيانات كرة القدم.إي يو (الإنجليزية)
- ميرفيل بوكادي على موقع ناشيونال فوتبول تيمز (الإنجليزية)
- ميرفيل بوكادي على موقع Soccerway.com (الإنجليزية)